# Songhaïs
Pour les articles homonymes, voir Songhaï (homonymie).
Les Songhaïs sont un peuple de la vallée du fleuve Niger partagé entre le Sahel et le Sahara vivant principalement d'activités agricoles et pastorales mais aussi de l'artisanat. Ils cultivent le riz paddy sur les bords du fleuve Niger, le blé et le mil sur les plateaux et dans les vallées et élèvent aussi du gros bétail : dromadaires, bovins, caprins, ovins, asins, chevaux et aussi de la volaille.
Les Songhaï ont une longue tradition équestre et caravanière.
Ils constituent un groupe ethnique important du Mali, du Niger, du Nord du Bénin, du Nord du Nigeria dans les État de Kebbi, de Sokoto et de Zamfara, dans la Région du Sahel au Burkina Faso et de façon minoritaire dans les régions Est et Nord du Soudan dans la corne de l'Afrique avec d'autres groupes sahéliens comme les Haoussas et les Peul.
Les Songhaïs sont un peuple de l'Afrique sahélienne dont l'habitat s'étend de la boucle du Niger à la Mer rouge et du Sahara au Nord de la savane sahélo-soudanienne. L'Empire songhaï a connu un rayonnement important à la fin du XVe et au début du XVIe siècle, s'étendant de l'Atlantique à l'ouest et au bassin du lac Tchad à l'est.

## Ethnonymie
Selon les sources, on observe de multiples variantes dans l'orthographe : Songai, Songay, Songhaïs, Songhay, Songhays, Songhoi, Songhoy, Songhrai, Songhray, Songoi, Sonhrai, Sonhray, Sonrai, Sonray, Sonrhai, Sonrhay.
On trouve également le terme Hombori.
Le mot Songhaï désigne  le territoire d'habitat des populations plutôt que leur nom ethnique. Pour se désigner, les populations dites Songhaï utilisent le terme ayneha, signifiant « j'ai dit » en langue Songhaï. Elles utilisent le même terme pour se désigner en tant que locuteurs de la  langue songhaï.
Les populations Songhaï établies sur tout le long de la boucle du Niger entre le Sahel et le Sahara sont réparties en divers groupes selon leurs noms propres.
- les Songhaï du nord du Mali utilisent en général le terme koyraboro, « gens des cités », « habitants des villes » pour se désigner ; parce qu'ils occupent des villes millénaires comme Tombouctou, Gao, Djenné, la qualification de citadins leur revient ;
- Les Songhaï habitant le Niger, le Nord du  Nigeria, le Soudan l'extrême Nord du Bénin sont appelés Zarmas dérivés selon certaines sources de l'expression za Hamay les descendants de  za el-Ayamen  ou zabarkhane ancêtres mythiques des populations songhaï ;
- les Songhaï déplacés à la suite de l'effondrement de l'Empire Songhaï et ayant migré vers le sud en suivant le fleuve sont appelés  Dendi  qui signifie couler en langue songhaï et occupe le nord du Bénin et l'extrême sud du Niger dans le département de  Gaya ;
- les populations Songhaï ayant migré du Hombori vers la région de l'Oudalan et du Sahel au Burkina sont appelés Marensés ;
- les descendants de l'Union entre les soldats marocains et andalous du pacha Djouder ayant fait la conquête du Songhaï et les femmes Songhaï autochtones sont appelés  Arma  terme signifiant  frère ;
- les populations établies dans l'ouest de l'actuelle Algérie à Tabelbelas sont appelées Belbalis et utilisent le terme Korandjé qui signifie 'citadins' comme koroboro pour se désigner ;
- les populations peulh établies en pays songhaï depuis des siècles ont adopté pour plusieurs groupes la langue songhaï comme langue maternelle après s'être unis par le biais du mariage avec les Songhaï, le groupe appelé Gabeero faisant partie des Koyraboro et établis dans la rive gourma du fleuve, le groupe kourtey aujourd'hui reconnu comme sous-groupe onghaï et plusieurs autres établis le long du fleuve descendent de ces populations ;
- les locuteurs nomades du songhaï appartiennent ethniquement au peuple Touareg  mais ont gardé de forts liens avec les Songhaï du fleuve, ces populations nomades locuteurs du songhaï appartiennent au groupe Daoussahak, répartis entre le Niger et le Mali où ils nomadisent. Les Isawaghan, les Igadalan occupent les régions d'Agadez, et de Tahoua au Niger et sont centrés sur la ville d'Ingal d'où ils sont natifs et y constituent la population majoritaire.

## Histoire

### Données linguistiques et migrations du Néolithique (Holocène) auVIIesiècle
- Le proto-soudanique à l'origine des langues nilo-sahariennes est parler au IXe millénaire av.J-C dans le désert lybique dans l'actuelle Égypte (site de Napta playa) par des populations de chasseurs-cueilleurs et pêcheurs qui pratiquaient la chasse aux hippopotames, antilopes et autres gros mammifères aux abords du Nil qui était alors à cette époque un immense marécages hostile à l'habitation, c'est à cette époque qu'ils commencèrent la domestication des bovidés. Au VIIe millénaire av.J-C  le groupe à l'origine de la branche sahélienne se différencie des autres pour former à son tour le groupe Est sahélienne à l'origine du méroïtique ou koushite, ancêtre des langues nubiennes et le groupe ouest sahélienne (saharo-sahelienne) qui à donner les langues sahariennes parler par les Toubous, les Zaghawa, les Kanouris du Sahara centrale et qui à aussi contribué à la formation des langues songhaï, le groupe ouest sahélienne se fixe dans les massifs montagneux ( Aïr, Tassili des Ajjers, Tibesti, Hoggar) après le départ des groupes nigéro-congolais plus au sud en raison des conditions climatiques qui était devenu hostile pour eux . Elle à amener avec elle les caprins et les bovins autrefois absent de la région, ce sont les Kiffiens dont les ossements furent découvertes au Sahara et qui mesurait plus d'1m 80.
- La deuxième migration qui a contribué à la formation des Songhaïs et de plusieurs autres groupes sahéliennes est celle des locuteurs des langues afro-asiatiques qui parallèlement au nilo-Saharien vient aussi du Nord Est du continent africain où sa racine mère, l'afrasien était parlé par des populations qui cultivaient le sorgho sur les plaines de l'Atbaya au Soudan en 8000 av J-C . L'afrasien voit sa branche à l'origine des langues berbères, langues sémitiques et égyptienne se séparer d'elle à cette époque là pour aller plus au nord, la branche des langues tchadiques en fait de même en 4000 avec J-C en se séparant du couchitique pour se diriger vers le Sahel où les populations se fixent à côté des groupes nilo-sahariennes les ayant devancés de 3000ans ils sont à la base de la Culture ténéréenne du site de Gobero au Sahara, leurs ossements font penser aux populations méditerranéennes actuel.

Ces populations sont en partie à l'origine des gravures rupestres pastorales et autres du Sahara .
- les deux populations voisines se métisse pour donner de nouveau clan qui garderons pour certaines les langues nilo-sahariennes et afro-asiatiques pour d'autres, ce métissages contribue à l' origine de plusieurs groupes ethniques du Sahel dont les Songhaïs, les Haoussas, les kanouri, les Toubou...
- Les conditions climatiques de plus en plus difficile au Sahara ont engendrer pour ces populations des difficultés à se nourrir eux-mêmes et à nourrir leur bétail, des crises découlant de l' intention de chacun de chercher à contrôler les maigres ressources encore disponibles . La situation ne s'améliorant pas plusieurs groupes décides de suivre les traces des gros mammifères et de l'herbe plus au sud, le groupe ayant rejoint le lac Tchad est à l' origine de la civilisation sao, celles ayant rejoint le Nord du Nigeria s' installe près des berom nigero-congolaises et constituent le socle de formations Des Etats haoussas, le groupe ayant rejoint le fleuve Niger s' etablit près de populations pêcheurs vraisemblablement Mandingues appeler sorkos où bozo et une autres de chasseurs proches des groupes Gour actuel, les nouveaux arrivant sahariens prennent aussitôt possession des terres bordant le fleuve entre Tillaberi et Gao où elle s'imposent en tant que maîtres de la terre "laabukoy" au populations nigero-congolaises autochtones, des reines, les "kandake" y règnent jusqu'à l'arrivée des Berbères Lemtouna.

Quelques clan resteront au Sahara où il seront absorbés par les Berbères venus de la Méditerranée.
- Les Berbères arriverons dans la région avec l'invasion arabe et se métisseront aussi à des degrés diverses au populations déjà formés pour parachever l'unité culturelles et ethniques des populations sahéliennes dont les Songhaïs.

- Au VIIe siècle, les Songhaïs animistes se sont installés dans la région de Koukia, puis plus tard, à Gao.

Jean Rouch distingue quatre groupes de Songhaï : les maîtres de la terre (Kadoli), les maîtres des eaux (Dô), les maîtres de brousse (chasseurs gow) et les descendants des Sonni et des Askia, auxquels s'ajoutent plusieurs groupes assimilés.
Les différents groupes de Songhaïs entretenaient de mauvais rapports.
- Au XIe siècle des Berbères lemtouna, lemta venus du Nord, fuyant les persécutions des Arabes, se fixèrent chez les Songhaïs, en particulier chez les « Maîtres de la terre ». Ils se métissèrent à eux jusqu'à ne plus se démarquer d'eux, et fondèrent la dynastie des dias où za, zuwa, zaghe selon Les sources.
- Les dias devenue plus puissant chassèrent les Songhaïs sorkos, ceux-ci remontèrent le fleuve Niger à la recherche de nouvelles terres. Ils se fixèrent et fondèrent la ville de Gao . Les Sorkos fondateurs de la ville de Gao, durent de nouveau l'abandonner aux Songhaïs dias. Les Sorkos se réfugièrent alors vers le lac Débo.

### Royaume de Gao
- Les rois za occupent le site de Gao l'ancienne .
- Au début du XIe siècle, les Dia kossoiou, Zakosoi, issus de la dynastie Dia où Za fixent la capitale des songhay sur le site de Gao saney à Gao où règnent des rois portant le titre arabe de « Malek » écrivent sur des artefacts du palais royal de Saney retrouvés, la ville de Gao est attestée dans les écrits des voyageurs arabes d'avant l'an 1000 comme Al-Khwârizmî, Al-Yaqubi, Ibn al-Faqih sous les noms de Gawgaw, Guwguw, Kawkaw et comme l'une des plus grandes du pays des Noirs, son roi comme le plus puissant.
- En l'an 1009 le za kussoy dare dans le Tarikh es-Soudan, kotso Dare dans le Tarikh el-fettach, Abu Abd'Allah Mohamed  sur les stèles de gao saney adoptent l'islam comme religion d'État. Les Songhaïs za, firent de Gao un royaume puissant et prospère, qui rivalisait avec l'empire du Ghana qui rayonnait à l'ouest.
- Un groupe de princes de la dynastie za mécontents quittent avec leur soutien Gao et s'installent dans le dirma région du lac Débo dans la marge occidentale du royaume.
- Au cours de l'an 1300 l'Empire du Mali en pleine expansion fait la conquête du pays songhaï, les rois de Gao abandonnent leurs noms dynastiques za pour celui de sunni qui veut dire remplaçant, régent.
- L'empereur du Mali mansa Moussa étant en pèlerinage à la Mecque le roi de Gao en profite pour se révolter mais la rébellion est vite matée par le général de l'Empire du Mali sagamandia .
- Mansa Moussa de retour en 1325 de son pèlerinage passe par Gao et punit son roi yasiboy de sa rébellion, prend en otage ses deux fils Souleymane Nar et Ali Kolen qu'il amène à Niani sa capitale et les fait éduquer à sa cour.

### Empire songhaï
- En 1464 le songhaï fait sécession de l'Empire du Mali en plein déclin, le pays songhaï retrouve son indépendance totale .
- L'empereur sonni Ali Ber dit si Ali où Ali le grand accède au pouvoir en 1464, fondant la dynastie des « Si », il ordonne la construction d'une flotte de plus de 400 navires pour qui il crée le poste d'amiral,le hi koy, la marine songhaï à pour équipage principalement des pêcheurs sorkos recrutés,elle est la pièce maîtresse de ces conquêtes, transportant plus facilement sur des kilomètres de voie navigables une armée avec un gros effectif, il révolutionne également l'armée sur terre en créant de nouvelles postes de fantassin,de cavalier et de méharistes avec des tenues de mailles en fer et des armes améliorées,c'est donc préparé que le si se lancent à la conquête des royaumes voisins.
- Sonni Ali Ber à la demande des oulémas de Tombouctou fait la conquête de la ville en chassant les Touaregs qui l'assiégeaient, à l'ouest d'elle il fait la conquête de Oualata en battant les Almoravides de la région le pays de birou il soumet les Soninkés de l'ancienne empire du Ghana, dans le delta du Niger, il assiège avec sa flotte la ville de Djenné qui venait de retrouver son indépendance du Mali durant 7 ans jusqu'à reddition de la ville dont la reine est mariée par le si, dans le Gourma, il soumet les dogons et repousse les Mossis, dans le nord, il vassalise les tribus Touaregs, plus au sud, il fait la conquête des territoires de l'Empire du Mali jusqu'à siguiri en Guinée, fin magicien le si n'hésitait pas à utiliser sa science dans ces campagnes militaires, en tant que prince sahélien, il était musulman et versait l'aumône aux oulémas de Tombouctou et aux pauvres, même s'il est décrit comme cruel par les sources de Tombouctou dont les oulémas n'aimaient pas le si en raison de son utilisation de la magie. Il était aussi un fin bâtisseur et fit creuser le canal de sonni Ali Ber qui reliait Tombouctou à Oualata. En 26 ans, le si mena 32 guerres qu'il remporta toutes, toujours vainqueur jamais vaincu le si s'éteint en 1492 de retour d'une campagne victorieuse contre les dogons de Bandiagara et le royaume du Gourma. C'est donc un empire songhaï en pleine expansion que le si laisse en mourant après 27 ans et 4 mois de règne .
- Sonni Baro le fils de sonni Ali Ber lui succède le 6 novembre 1492 mais ne règne que quelque mois renversé par Mohamed l'un des généraux de son père sous aval des oulémas de Tombouctou qui jugeaient baro moins musulmans, sonni baro et ces troupes sont définitivement vaincues par Mohamed lors de la bataille d'Anfao et repoussées plus au sud où il fonde ayorou et y meurt sans avoir pu reconquérir son trône impérial.
- L'empereur Askia Mohammed est fils de la princesse kassaye sœur de sonni Ali Ber et d'Aboubakar at-turi, un des généraux du si, natif du village de turi d'où le terme d'at-turi et du clan songhaï des  sonhantchey, sonankey réputé magiciens donc pas d'ethnie soninké et originaire du Fouta Toro comme il est courant d'entendre chez les non songhaï due à une mauvaise interprétation des Tarikh par certains. L'askia Mohammed dit Askia bero l'askia le grand où Askia maamar renverse son cousin sonni baro Lors de la bataille d'Anfao et fonde la dynastie des Askia , il régna de 1493 à 1528.
- La dynastie des Askia commence donc avec Mohamed at-touri plus connu sous le nom Askia Mohamed qui prend le pouvoir après une guerre de succession, arrivé au pouvoir en 1493, il continue la politique d'expansion du si et fait la conquête du Fouta Toro, du bakhounou en battant et en tuant koli Tenguéla, il annexe le cœur du royaume du Mali avec le royaume de Diarra, il fait la conquête du royaume touareg de l'Aïr jusqu'à incorporer sa capitale Agadez, au sud, il fait la conquête des cités États haoussas avec l'aide  du kanta du kébbi mais il échoue face au royaume du borgou. Il a aussi fait la conquête du royaume du Dendi que sonni baro avait fondé plus au sud, outre le fait d'être un conquérant, askia Mohammed était aussi un réformateur qui a réformé l'économie et l'administration du Songhai, les villes du Songhai comme Gao, Tombouctou ont atteint leur développement maximal à son époque, il était aussi un protecteur des savants, il a aussi réalisé en 1497 un pèlerinage marquant à la Mecque où il a réussi le titre de calife pour le Soudan, à son retour, il déclare la guerre sainte au roi animiste Naba Nasséré des Mossis. Devenu vieux et aveugle, l'Askia est détrôné en 1529 par son fils Monzo Moussa et exilé sur l'île de safiya karya. Il meurt en 1538 après avoir élargi les territoires du Songhai du fouta toro à l'ouest jusqu'au portes du Royaume du Kanem-Bornou à l'Est et de Sahara algérien au nord jusqu'à la forêt guinéenne et aux États haoussas au Sud, il a eu plus de 100 enfants de femmes différentes.
- L'Askia Monzo Moussa qui a renversé son père ne dure guère et est lui-même renversé et tué en 1531 par son cousin l'Askia Mohammed II Benkan qui à la suite de revers militaire est aussi déposé par l'Askia Ismaïl fils de l'Askia Mohammed 1er en 1537, lui même mourut en 1539. Son frère l'Askia ishaq Ier lui succéda, le règne de ce dernier est marqué par une série d'expéditions dans le Sud marocain où il met à sac plusieurs villes jusqu'à forcer le sultan du Maroc Muhammed Saadi Ier à fuir Marrakech à la suite d'une expédition ratée du sultan vers les salines de Teghazza, ishaq 1er meurt en 1549.
- L'Askia Daoud succède à son frère ishaq Ier en 1549. Il est connu pour ses victoires contre les Mossis païens et pour avoir établi une relation diplomatique amicale avec le sultan du Maroc à qui il donne autorisation d'exploiter les salines de Teghazza. Sa mort en 1582 sonne une période de lutte de succession qui affaiblit l'Empire.
- L'Askia Mohammed III el Hadj succède à son père Askia Daoud en 1582. De santé fragile, c'est sous son règne que les Saadiens du Maroc s'emparent des salines de Teghazza. Il meurt en 1586 et son frère Askia Mohammed IV Bano lui succède jusqu'en 1588 où il meurt subitement. Il est remplacé par l'Askia Ishaq II qui est le dernier empereur du Songhaï.
- l'Empire songhaï affaibli est dans le collimateur du sultan Marocain Ahmed al-Mansur Saad qui dépêche en octobre 1590 une armée de 4000 soldats armées de fusils dirigée par le pacha Djouder qui bat les 40 000 soldats de l'Askia ishaq II en mars 1591 à la bataille de Tondibi, il s'empare du pays Songhaï et pille les villes de Gao, Tombouctou, Djenné.

## Hiérarchie sociale
- La noblesse : constituée des nombreux parents de la famille impériale, ses membres occupaient les hautes fonctions de l'administration et l'armée et jouissaient de plusieurs privilèges[3] ;
- Les classes maraboutiques : d'origine malinkés et maure, ils étaient les détenteurs du pouvoir religieux, tous musulmans[3] ;
- Les pêcheurs : craints à cause des pouvoirs qu'on leur prête, fabricants de pirogues et chasseurs de crocodiles, d'hippopotames et de lamantins. Ils sont divisés en deux grands groupes, les fono qui se mêlent aux pêcheurs bozos du fleuve Niger, et les faran[réf. nécessaire] ;
- Les classes serviles :
  - les tyindikata : esclaves de la noblesse et des hommes libres ; anciennement pour la noblesse ils étaient chargés de l'occupation des cheveux[3],
  - les gabibi : pratiquant l'agriculture pour la noblesse askia à l'époque de l'Empire songhaï, ils étaient également chargés de l'escorte des Askia[3].

II existe de nombreuses castes d’artisans : forgerons, menuisiers, potières, tanneuses, cordonniers, tisserands, barbiers et coiffeuses ainsi que des griots, des captifs de guerre et des serfs.
De nombreux Songhaïs portent les patronymes Maïga et Touré.

## Groupes liés aux Songhaïs
- Les Kourteys, nés des métissages entre Songhaïs sorkos pêcheurs et Peuls  pasteurs. Malgré le métissage, les Kourteys restent très proches de la culture peule. On retrouve les Kourtey au Mali, Niger, et en petit groupe au Nigéria. Ils constituent presque une ethnie distincte ;
- Les Wogos sont une division des Kourteys, plus proche des Songhaïs que des Peuls. Ils sont cultivateurs, pratiquent la riziculture, la pêche, l'élevage. Ils parlent la même langue que les Songhaïs ;
- Les Zarmas, un sous-groupe songhaï, ils seraient à l'origine des Songhaï restés animistes, fuyant l'Islam en allant vers l'est, le pays dosso. Ils parlent un dialecte songhaï, on les retrouve surtout au Niger, où ils ont constitué de puissantes chefferies, rivalisant avec les Touaregs et les Haoussas. Ils sont d'excellents cavaliers et guerriers. Ils ont été dans le passé très liés aux Soninkés nobles. Les Zarmas sont désormais majoritairement musulmans ;
- Les Armas, descendants des guerriers marocains ayant fait tomber l'Empire songhaï à la bataille de Tondibi puis ayant gouverné le Pachalik de Tombouctou. Ces Marocains ont épousé des femmes songhaïs nobles et ont adopté la langue et la culture songhaïs.

En plus des métissages, de nombreux Touaregs, Peuls, Mandingues, sont venus s'ajouter, s'assimiler aux Songhaïs.
Les Sonhraïs cohabitent avec les Mandingues, Touaregs, les Peuls, les Haoussas, les Dogons, les Bozos, les Mossis.
Les Songhaïs sont de grands agriculteurs, ils cultivent du mois de mai à octobre, le reste de l'année les Songhaïs sont artisans. Les Songhaïs pratiquent l'élevage, ils gardent leur troupeau, et ne vendent pas les bêtes.
Les Songhaïs sont pour la grande majorité des musulmans, mais la religion traditionnelle reste très forte dans la vie de tous les jours. Beaucoup de Songhaïs continuent la pratique du culte des ancêtres. Ils croient ancestralement aux esprits, les holey, et en un dieu créateur, Yarkoy. Askia Mohamed, même si l'Empire songhaï était islamisé, a beaucoup contribué à la sauvegarde des traditions africaines.

## Localisation géographique
| Répartitions des groupes Songhaï en fonction de leurs zones géographiques et sous-groupes linguistiques | |
| Songhaï koyraboro صنغي قيربر langues songhaï: koyrachinni, hombori senni. Du fait qu'ils sont une population urbaine depuis fort longtemps et occupant les villes historiques du Songhaï que sont Gao, Tombouctou, Djenné et les villes et villages de leur arrière-pays, ils sont appelés koyrabore "les gens de la ville", " les citadins " ; ils comprennent aussi les Arma et les Peuhls songhayphones. | Mali: région de Gao, région de Tombouctou, région de Ménaka, région de Mopti. |
| Songhaï Zarmas صنغي ذرما langues songhaï: zarma senni, sonhaybore ciine. Ils occupent l'ouest de l'actuel Niger, le Nord du Nigeria, l'extrême Nord du Bénin, des raisons de conquête et de commerce les ont conduits au Ghana et en raison du pèlerinage à la Mecque des colonies se sont implantées dans l'actuel Soudan et à la Mecque et à Médine au fil des siècles | Niger: Région de Tillabéri, Région de Dosso, Niamey, Nigeria: État de Kebbi, État de Sokoto,État de kaduna, État de Yobe, État de kano,État de Zamfara Bénin: département de Alibori, département du Borgou Ghana:Accra, Tamale, yendi Sudan: Khartoum, port Soudan, Al-Qadarif, kassala |
| Songhaï Dendi صنغي دندي langues songhaï: Dendi La chute de l'Empire Songhaï a conduit une bonne partie de sa population à migrer plus au sud en suivant le fleuve d'où l'expression " Dendi ". | Niger: Région de Dosso Bénin:Alibori, Borgou, Donga, Nigeria:État de Kebbi |
| Songhay Marenseh صنغي مرنس langues songhaï: tondisonhay ciine Colonies du Hombori implantées depuis fort longtemps dans le sahel burkinabè au côté des Touaregs de l'Oudalan et des Peuls de Dori. | Burkina Faso:Sahel |
| Belbalis ,بالبلي langues songhaï: Korandjé Le commerce vers la Méditerranée au cours des siècles a conduit la formation de colonies songhaï dans le Sahara Algérien, colonies qui au cours des siècles se mélangèrent aux populations arabes et berbères tout en gardant une forme créolisée du songhaï. | Algeria: wilaya de Béni Abbès |
| Nomades Songhayphone (Daoussahak, igdalan, Isawaghan) Langues songhaï: Idaksahak, Tagdal, Tasawaq. Il constitue le groupe nomade parlant un dialecte du songhaï mais ethniquement reconnu comme des Touaregs, le groupe " Ingalkoy " natif de la ville d'Ingal et de la zone de Téguida n'tessemt est reconnu comme en partie descendante d'anciennes colonies songhaï pré-impériales et de colonies installées par l'empereur Songhaï Askia Mohamed mais aujourd'hui totalement intégré aux Touaregs de l'Aïr. | Mali: région de Gao, région de Ménaka, Niger: Région de Tillabéri, Région de Tahoua, Région de Agadez, Région de Zinder, Région de Maradi |

Parmi tous les groupes ethniques du Mali, les Songhaïs occupent une place particulière du fait de leur situation géographique.
En effet, installé à la frontière de l'Afrique blanche et de l'Afrique noire, le peuple songhaï a bénéficié des apports des pays méditerranéens, bien avant les autres, et de ceux des pays du sud avec lesquels il entretient de longue date des relations commerciales.

## Personnalités
- Sonni Ali Ber : Empereurs et Fondateurs de L'Empire Songhai  et de la dynastie des Sonni dans la continuité de la dynastie des Za qui y règne depuis l'an 750.
- Sonni Baro : Empereur de l'Empire Songhai, renverser par son cousin l'Askia Mohammed.
- Askia Mohammed : Empereur de l'Empire Songhai et Fondateurs de la dynastie des Askia , fils de la princesse kassey sœur de Sonni Ali ber et d'un homme Aboubakat at-touri du clan Songhai des Tohankey et du village de turi situer par les historiens entre Gao et tillabérie réputés gardiens des traditions occultes du Songhai.

Askia Daoud : Empereur de l'Empire Songhai.

### Filmographie
- Une série de films documentaires réalisés par Jean Rouch au cours de plusieurs missions ethnographiques ont été distribués par CNRS Images (Meudon) entre 2008 et 2010 (DVD).
  - Circoncision, 1948-1949, 15 min,
  - Les magiciens du Wanzerbe, 1948-1949, 33 min,
  - Initiation à la danse des possédés, 1948-1949, 21 min,
  - Les hommes qui font la pluie : Yenendi, 1950-1951, 28 min,
  - Architectes ayorou, 1970 ?, 30 min.
- Tugumtugum : chants et danses d'Afrique, film documentaire de Patrick Kersalé, Éd. Musicales Lugdivine, Lyon, 2011, DVD + brochure (chansons en langue songhaï).